# Teratura kryzhanovskii
Teratura kryzhanovskii är en insektsart som först beskrevs av Bei-bienko 1957.  Teratura kryzhanovskii ingår i släktet Teratura och familjen vårtbitare. Inga underarter finns listade i Catalogue of Life.